# Grenzenlos Tour
Bei der Grenzenlos Tour handelt es sich um die zweite eigenständige Tournee des deutschen Elektropop-Duo Glasperlenspiel.

## Hintergrund
Die Grenzenlos Tour war die zweite Konzertreihe von Glasperlenspiel, die das Duo als Headliner spielte. Diese erstreckte sich in zwei Etappen fast über ein ganzes Jahr – im Zeitraum vom 25. Mai 2013 bis zum 4. Mai 2014 – und führte das Duo mit ihrer Begleitband durch 62 Städte in Deutschland sowie für ein Konzert nach Baden AG in die Schweiz.
Ein Konzert, das im Zuge des Tollwood-Festivals stattfand, spielten sie zusammen mit der dänischen Sängerin Medina. Das Konzert auf dem Hohentwiel-Festival fand zusammen mit Lena Meyer-Landrut statt. Bei den Konzerten im Oktober 2013 und November 2013 spielte Max Giesinger im Vorprogramm.

## Tourdaten
| Datum              | Stadt                | Veranstaltungsort                   | Land        |
| ------------------ | -------------------- | ----------------------------------- | ----------- |
| 25. Mai 2013       | Freiburg im Breisgau | Jazzhaus                            | Deutschland |
| 26. Mai 2013       | Mainz                | Frankfurter Hof                     | Deutschland |
| 27. Mai 2013       | Köln                 | Gloria                              | Deutschland |
| 28. Mai 2013       | Hamburg              | Markthalle                          | Deutschland |
| 7. Juni 2013       | Berlin               | Heimathafen Neukölln                | Deutschland |
| 8. Juni 2013       | Leipzig              | Stadtfest                           | Deutschland |
| 10. Juni 2013      | Halle                | Gerry Weber Open                    | Deutschland |
| 21. Juni 2013      | Pirmasens            | Rheinland-Pfalz-Tag                 | Deutschland |
| 23. Juni 2013      | Kiel                 | Kieler Woche                        | Deutschland |
| 28. Juni 2013      | München              | Tollwood-Festival                   | Deutschland |
| 29. Juni 2013      | Potsdam              | Neulustgarten – Stadtwerke Open Air | Deutschland |
| 5. Juli 2013       | Saarbrücken          | Halberg Open Air                    | Deutschland |
| 7. Juli 2013       | Grimma               | Open Air                            | Deutschland |
| 13. Juli 2013      | Kleve                | Courage Open Air                    | Deutschland |
| 18. Juli 2013      | Singen (Hohentwiel)  | Hohentwiel-Festival                 | Deutschland |
| 20. Juli 2013      | Frankfurt am Main    | Christopher Street Day              | Deutschland |
| 21. Juli 2013      | Ulm                  | Schwörsonntag                       | Deutschland |
| 26. Juli 2013      | Balingen             | Open Air                            | Deutschland |
| 29. Juli 2013      | Vaihingen an der Enz | KulturSommer                        | Deutschland |
| 9. August 2013     | Trippstadt           | Trippstadter Schloss                | Deutschland |
| 10. August 2013    | Dortmund             | Westfalenpark                       | Deutschland |
| 17. August 2013    | Berlin               | Brandenburger Tor                   | Deutschland |
| 24. August 2013    | Haldensleben         | Open Air                            | Deutschland |
| 25. August 2013    | Eisenhüttenstadt     | Open Air                            | Deutschland |
| 30. August 2013    | Angermünde           | Energie Open Air                    | Deutschland |
| 31. August 2013    | Neubrandenburg       | Vier Tore Fest                      | Deutschland |
| 6. September 2013  | Schwarzenberg        | Tag der Sachsen                     | Deutschland |
| 8. September 2013  | München              | NRJ in the Park                     | Deutschland |
| 13. September 2013 | Kirchheimbolanden    | Familienfest                        | Deutschland |
| 14. September 2013 | Baden-Baden          | New Pop Festival                    | Deutschland |
| 27. September 2013 | Friedrichshafen      | Graf-Zeppelin-Haus                  | Deutschland |
| 15. Oktober 2013   | Augsburg             | Spectrum                            | Deutschland |
| 16. Oktober 2013   | Baden AG             | Nordportal                          | Schweiz     |
| 17. Oktober 2013   | Frankfurt am Main    | Batschkapp                          | Deutschland |
| 19. Oktober 2013   | Erfurt               | HsD                                 | Deutschland |
| 20. Oktober 2013   | Nürnberg             | Hirsch                              | Deutschland |
| 21. Oktober 2013   | Düsseldorf           | Zall                                | Deutschland |
| 22. Oktober 2013   | Osnabrück            | Rosenhof                            | Deutschland |
| 25. Oktober 2013   | Bremen               | Schlachthof                         | Deutschland |
| 26. Oktober 2013   | Fulda                | Kulturzentrum Kreuz                 | Deutschland |
| 28. Oktober 2013   | Essen                | Zeche Carl                          | Deutschland |
| 29. Oktober 2013   | Leipzig              | Werk II                             | Deutschland |
| 30. Oktober 2013   | Mannheim             | Capitol                             | Deutschland |
| 1. November 2013   | Heilbronn            | E-Werk                              | Deutschland |
| 2. November 2013   | Ingolstadt           | Eventhalle Westpark                 | Deutschland |
| 3. November 2013   | Memmingen            | Kaminwerk                           | Deutschland |
| 9. November 2013   | Taufkirchen          | Kulturzentrum                       | Deutschland |
| 2. Dezember 2013   | Stuttgart            | Messe                               | Deutschland |
| 14. Dezember 2013  | Kassel               | documenta-Halle                     | Deutschland |
| 20. März 2014      | Koblenz              | Café Hahn                           | Deutschland |
| 21. März 2014      | Kaiserslautern       | Kammgarn                            | Deutschland |
| 22. März 2014      | Frankfurt am Main    | hr3@night                           | Deutschland |
| 24. März 2014      | Recklinghausen       | Vest Arena                          | Deutschland |
| 25. März 2014      | Hannover             | Musikzentrum                        | Deutschland |
| 26. März 2014      | Oldenburg            | Kulturetage                         | Deutschland |
| 28. März 2014      | Krefeld              | Kulturfabrik                        | Deutschland |
| 29. März 2014      | Bad Vilbel           | Kulturforum                         | Deutschland |
| 30. März 2014      | Hamburg              | Markthalle                          | Deutschland |
| 31. März 2014      | Berlin               | Heimathafen Neukölln                | Deutschland |
| 2. April 2014      | Dresden              | Alter Schlachthof                   | Deutschland |
| 4. April 2014      | Heilbronn            | Stauwehrhalle Horkheim              | Deutschland |
| 6. April 2014      | Freiburg im Breisgau | Rothaus Arena                       | Deutschland |
| 4. Mai 2014        | Hockenheim           | Hockenheimring                      | Deutschland |

## Setlist
Während des Konzertes im Kölner Gloria am 27. Mai 2013 präsentierte Glasperlenspiel zusammen mit ihrer Begleitband 16 unterschiedliche Titel. Aus dem Präsentationsalbum spielte das Duo zehn der zwölf Titel, lediglich die beiden Lieder Lasst uns was bewegen und Zu Hause waren nicht Teil der Tour. Darüber hinaus spielte das Duo mit Alles auf Anfang, Das Gleiche, Dein Geheimnis, Echt, Freundschaft und Ich bin ich sechs Lieder aus dem Debütalbum Beweg dich mit mir (September 2011).
Setlist: Köln, Gloria, 27. Mai 2013
1. Grenzenlos
2. Ich bin ich
3. Alles auf Anfang
4. Unsterblich
5. Herz aus Gold
6. Risiko
7. Was du nicht weißt
8. Das Gleiche
9. Wie ich nicht sein will
10. So leicht
11. Tanzen den Schmerz weg
12. Bevor ich gar nichts sage
13. Dein Geheimnis
14. Nie vergessen
15. Echt
16. Freundschaft[4]